# Selección femenina de rugby 7 de Panamá
La selección femenina de rugby 7 de Panamá es el equipo femenino nacional de la modalidad de seven.

## Participación en copas

### Serie Mundial
- No ha clasificado

### Juegos Olímpicos
- No ha clasificado

### Juegos Panamericanos
- No ha clasificado

### Juegos Deportivos Centroamericanos
- Managua 2017: no participó

### Juegos Bolivarianos
- Ayacucho 2024: 8.º puesto (último)

### Sudamericano
- Montevideo 2021: 10.º puesto (último)
- Saquarema 2022: no participó

### Centroamericano
- Concepción de la Unión 2013: 3.º puesto[2]
- Ciudad del Saber 2014: 4.º puesto
- San Salvador 2015: 3.º puesto
- Ciudad de Guatemala 2016: 4.º puesto (último)
- San José 2017: 3.º puesto
- San José 2018: 3.º puesto
- San José 2022: 2.º puesto

### Otros torneos
- Rainforest Rugby Seven´s 2014: 7.º puesto (último)
- Copa Desafío Volaris 2019: 3.º puesto